# Hogel

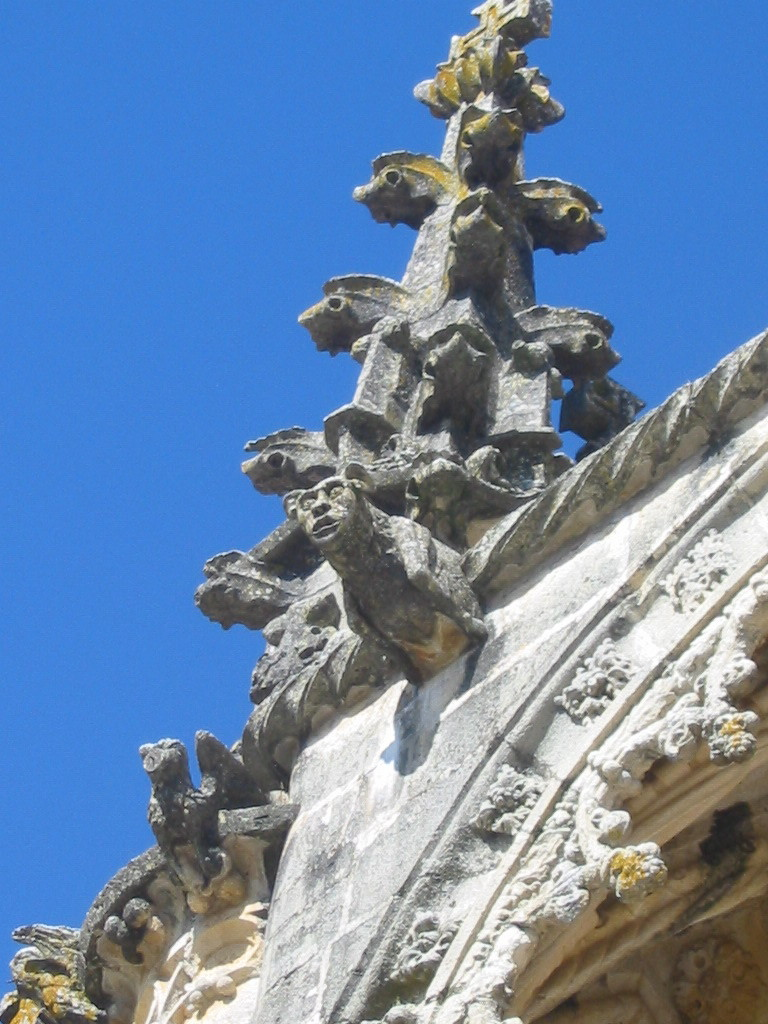
Hogels ter versiering van een pinakel

Een hogel is een gebeeldhouwd gotisch ornament in de vorm van een bloem, knop, omgekruld blad of kruisbloem, ter versiering van pinakels of daklijsten van een gebouw in gotische of neogotische stijl.

## Verklaring
Het woord hogel is waarschijnlijk afkomstig van het oud-Nederlandse heugel, een platte ijzeren greep met tanden of gaten, waaraan het hangijzer of een ketel naar believen hoger of lager boven het vuur gehangen kan worden. Een serie hogels op een pinakel heeft wel wat weg van een heugel.

## Soorten hogels
Hogels zijn naar type onder te verdelen in
- bladhogels of waterbladhogels: een eenvoudig type hogel met alleen een groot rond (soms bijna vierkant) blad aan weerszijden;
- kantbloemen: eenzijdige hogels die meestal worden toegepast ter versiering van een wimberg;
- kruisbloemen: meestal vier, maar ook wel, naargelang de vorm van de onderliggende pinakel, zes of acht hogels die tezamen één geheel vormen, als bekroning van een pinakel. Over het algemeen sluit de vormgeving van de kruisbloem aan bij die van de hogels op de pinakel, maar is iets rijker uitgevoerd.

## Afbeeldingen

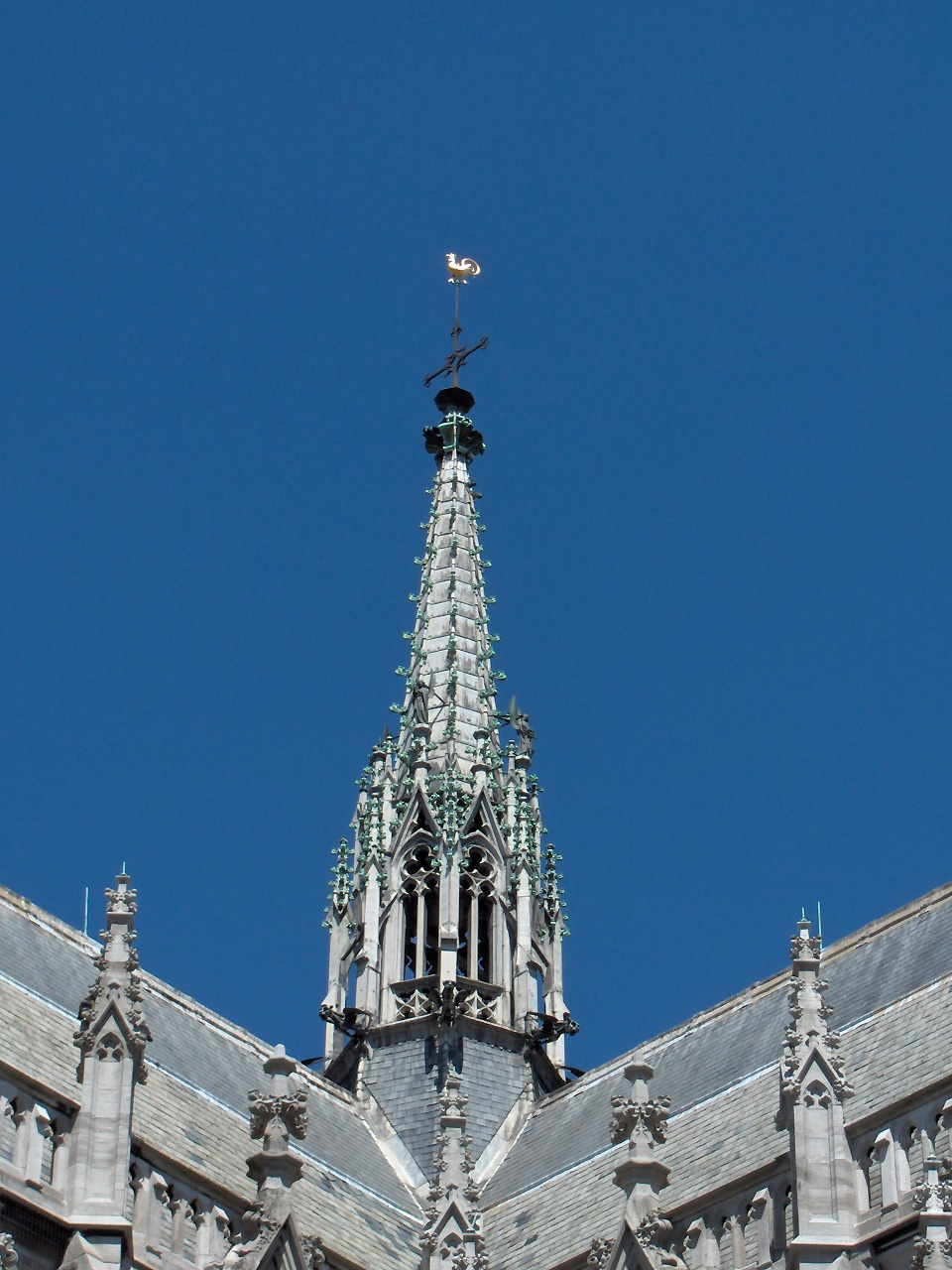
De Sint-Petrus-en-Pauluskerk in Oostende. De dakruiter is versierd met meerdere rijen hogels
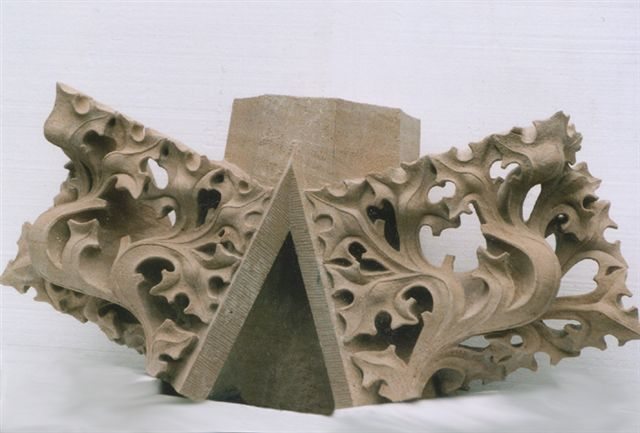
Broekstuk met twee kantbloemhogels ten behoeve van een restauratieve vervanging aan de Sint-Janskathedraal te 's Hertogenbosch
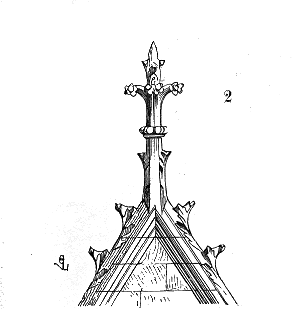
Illustratie van een kruisbloem ter versiering van de top van een gevel met op de schuine zijde hogels.